# Liste der Bodendenkmale in Bad Zwischenahn
In der Liste der Bodendenkmale in Bad Zwischenahn sind die Bodendenkmale der niedersächsischen Gemeinde Bad Zwischenahn aufgeführt. Die Quelle ist der Denkmalatlas Niedersachsen. 

Bad Zwischenahn im Landkreis Ammerland

Der Stand der Liste ist der 25. Januar 2025.

## Allgemein
In den Spalten finden sich folgende Informationen des Bodendenkmales:
| Lage         | geographische Koordinaten                                                           |
| Bezeichnung  | Bezeichnung lt. Denkmalatlas                                                        |
| Beschreibung | Beschreibung lt. Denkmalatlas                                                       |
| ID           | Objekt-ID                                                                           |
| Bild         | Bild, ggf. zusätzlich mit Link zu weiteren Fotos im Medienarchiv Wikimedia Commons. |

## Bad Zwischenahn
| Lage                        | Bezeichnung                         | Beschreibung | ID       | Bild           |
| --------------------------- | ----------------------------------- | --- | -------- | -------------- |
| 53° 9′ 43″ N, 7° 58′ 37″ O  | Bad Zwischenahn 14, Scusselsburg    | Die Gesamtanlage nimmt einen Raum von ca. 63 × 100 ein. Der zentrale Burgbereich ist rechteckig und 24 × 27 m groß, größte Höhe 0,7 m über dem tiefsten Punkt des umlaufenden Grabens. Ostseite ist historisch durch Sandabbau beschädigt worden. Die Burg war der Sitz der Ritter von Aschwege und wurde Ende des 13./Anfang des 14. Jhs. in der sumpfigen Bäkeniederung angelegt. Die kleine Befestigung dürfte bis spätestens Mitte des 15. Jhs. schon wieder verfallen sein. | 28967035 | BW             |
| 53° 11′ 4″ N, 8° 1′ 32″ O   | Bad Zwischenahn 83, Burg Kayhausen  | Der gesamte Burgstall ist im Gelände nur schwer zu erkennen. Er besteht aus einem annähernd ovalen Hügel im Süden (Länge ca. 10,8 m N-S × 7 m W-O, Höhe von der Grabensohle: 0,5 – 0,6 ), der rundum von einem seichten Graben umgeben wird. Im Nordwesten und Nordosten führt dieser Graben weiter nach Norden bzw. Nordosten und umschließt ein unförmiges Vorburgareal. Im Mittelalter Sitz der Junker von Kayhausen. 1385 verkaufte der Knappe „Godecke van Keyhusen“, genannt „Blitskop“, an die Kirche von Zwischenahn den Zehnten von Bunjes Hof in „Keyhusen“ und beurkundete den Kaufvertrag mit „to Keyhusen vor syner kemenaden“. Nachdem Godeke Blitskop nach und nach seine Güter verkauft hatte, verfiel die Burg. | 37777812 | Weitere Bilder |
| 53° 11′ 15″ N, 7° 59′ 21″ O | Bad Zwischenahn 124, Gut Eyhausen   | Von der hier vermuteten mittelalterlichen Anlage hat sich obertägig nichts erhalten, sie wurde komplett abgetragen und durch die jüngere Anlage überbaut. Der Schloßbau des 17. Jh. hingegen ist fast vollständig erhalten. Im Zentrum der Anlage steht das Herrenhaus mit zwei Flügelbauten, die alle drei aus dem 17./18. Jh. stammen. Sie stehen auf einer rechteckigen Insel mit Zugängen von Süden und Westen, die eine Fläche von 106 × 68 m hat. Diese wird von einer ebenfalls rechteckigen wassergefüllten Gräfte umgeben, die durchgehend 13 m breit ist. | 44869762 |                |
| 53° 15′ 43″ N, 8° 3′ 22″ O  | Bad Zwischenahn 156, Niederungsburg | Langrechteckige Anhöhe, die an der Basis 47 × 33 m misst und sich ca. 1,1 m über das umgebende Gelände erhebt, im SW ein Graben. Da sich der Burghügel nicht über sein höhergelegenes Umland erhebt ist er baulich als eine Mischung aus Motte und Gräftenburg anzusehen. Weder auf der Preußischen Landesvermessung, noch auf der Oldenburgischen Vogteikarte verzeichnet. Er wird also schon vor dem späten 18. Jh. seine Bedeutung und Bebauung verloren haben. Historische Erwähnungen der Burg sind keine bekannt. | 49146566 | BW             |